# Казальромано
Казальромано (італ. Casalromano) — муніципалітет в Італії, у регіоні Ломбардія, провінція Мантуя.
Казальромано розташоване на відстані близько 410 км на північний захід від Рима, 100 км на схід від Мілана, 35 км на захід від Мантуї.
Населення — 1493 особи (2014).
Щорічний фестиваль відбувається 27 грудня. Покровитель — San Giovanni Evangelista.

## Демографія
Населення за роками:

Станом на 1 січня 2023 року в муніципалітеті офіційно проживали 254 іноземці з 18 країн, серед них 26 громадян країн Євросоюзу та 10 громадян України.

## Сусідні муніципалітети
- Азола
- Каннето-сулл'Ольйо
- Фієссе
- Ізола-Доварезе
- Волонго